# Tsitsi Dangarembga
Tsitsi Dangarembga (sinh ngày 4 tháng 2 năm 1959) là một nhà văn và nhà làm phim Zimbabwe. Cuốn tiểu thuyết đầu tiên của cô, Nervous Conditions (1988), đây là cuốn tiểu thuyết đầy tiên được viết bằng tiếng Anh bởi một người phụ nữ da đen Zimbabwe, là một trong 100 cuốn sách hàng đầu đã thay đổi thế giới.

## Cuộc đời
Dangarembga sinh ra ở Bulawayo, Rhodesia (nay là Zimbabwe), vào ngày 4 tháng 2 năm 1959, nhưng cô đã dành một phần thời thơ ấu của mình sống ở Anh. Cô bắt đầu học ở Anh, nhưng sau đó theo học trường Hartzell High School, một trường truyền giáo ở thị trấn Umtali thuộc Rhodes (nay là Mutare). Sau đó cô học y khoa tại Đại học Cambridge, nơi cô đã trải qua sự phân biệt chủng tộc và bị cô lập. Dangarembga rời Cambridge và trở về Zimbabwe vài tháng trước khi đất nước chính thức tuyên bố độc lập.
Cô học ngành tâm lý học tại Đại học Zimbabwe trong khi làm việc trong hai năm với vai trò là người viết quảng cáo tại một đại lý tiếp thị. Với kinh nghiệm này đã mở ra cho cô một con đường: cô đã viết nhiều vở kịch, bao gồm cả The Lost of the Soil, và sau đó gia nhập nhóm nhà hát Zambuko. Cô tham gia sản xuất hai vở kịch, Katshaa và Mavambo.

## Sự nghiệp
Năm 1985, Dangarembga xuất bản một truyện ngắn ở Thụy Điển được gọi là "The Letter". Năm 1987, cô xuất bản vở kịch She Does Not Weep ở Harare. Ở tuổi 25, cô có được thành công đầu tiên, với cuốn tiểu thuyết Nervous Conditions, xuất bản năm 1988. Đó là cuốn tiểu thuyết đầu tiên bằng tiếng Anh của một phụ nữ da đen từ Zimbabwe. Cuốn tiểu thuyết đoạt giải Phi châu của Commonwealth Writers' Prize năm 1989 và được vinh danh là một trong mười hai tiểu thuyết Châu Phi hay nhất từng được viết. Vào tháng 5 năm 2018, BBC đã bình chọn Nervous Conditions là một trong 100 cuốn sách hàng đầu đã định hình thế giới. Cuốn tiểu thuyết của cô là cuốn thứ 66 trong danh sách.
Vào tháng 10 năm 2021, Tsitsi Dangarembga nhận được Giải thưởng Hòa bình từ Hội chợ Sách Frankfurt. Giải thưởng rất danh giá này, được tặng kèm 25.000 euro tiền thưởng, là một trong những giải thưởng quan trọng nhất trong thế giới xuất bản.

## Ấn phẩm
- "The Letter" (truyện ngắn), 1985.
- She No Longer Weeps, 1987.
- Nervous Conditions, London: The Women's Press, 1988; Banbury: Ayebia Clarke, 2004.
- The Book of Not: A Sequel to Nervous Conditions, Ayebia Clarke, 2006.
- This Mournable Body, Graywolf Press, 2018.

## Phim
- The Great Beauty Conspiracy, (1994)
- Passport to Kill, (1994)
- Schwarzmarkt, (1995)
- Everyone’s Child, (1995)
- The Puppeteer, (1996)
- Zimbabwe Birds, (1998 – với Olaf Koschke)
- On the Border, (2000)
- Hard Earth – Land Rights in Zimbabwe, (2001)
- Ivory, (2001)
- Elephant People, (2002)
- 'Mother’s Day, (2004)
- High Hopes, (2004)
- At the Water, (2005)
- Growing Stronger, (2005)
- The Sharing Day (2008)
- I Want a Wedding Dress, (2010)
- Ungochani, (2010)
- Nyami Nyami Amaji Abulozi, (2011).